# Blood Mantra
Blood Mantra – szósty album studyjny polskiego zespołu deathmetalowego Decapitated. Wydawnictwo ukazało się w Polsce 22 września 2014 roku nakładem wytwórni muzycznej Mystic Production. Następnie materiał trafił do sprzedaży w Europie, Wielkiej Brytanii oraz Stanach Zjednoczonych, odpowiednio 26, 29 i 30 września 2014 roku dzięki firmie Nuclear Blast. Premierę płyty poprzedził wydany 8 sierpnia 2014 roku singel pt. "The Blasphemous Psalm to the Dummy God Creation", który ukazał się w formie digital download. Wcześniej, 6 sierpnia piosenka został udostępniona w formie digital stream na profilu YouTube wytwórni Nuclear Blast.
Był to pierwszy album zespołu zarejestrowany z udziałem perkusisty Michała Łysejko, mającego w dorobku m.in. współpracę z zespołami Morowe oraz Melechesh. Wymieniony na płycie basista Paweł Pasek w istocie nie brał udziału w nagraniach. Partie gitary basowej zarejestrował lider zespołu Wacław "Vogg" Kiełtyka. Album dotarł do 11. miejsca zestawienia polskiej listy przebojów (OLiS). Materiał uplasował się ponadto na 5. miejscu listy Billboard Heatseekers Albums w Stanach Zjednoczonych sprzedając się w nakładzie około 2 tys. egzemplarzy w przeciągu tygodnia od dnia premiery.

## Lista utworów
Opracowano na podstawie materiału źródłowego.
| Edycja podstawowa | Edycja podstawowa                                 | Edycja podstawowa        | Edycja podstawowa      | Edycja podstawowa |
| Nr                | Tytuł utworu                                      | Słowa                    | Muzyka                 | Długość           |
| ----------------- | ------------------------------------------------- | ------------------------ | ---------------------- | ----------------- |
| 1.                | „Exiled in Flesh”                                 | Rafał "Rasta" Piotrowski | Wacław "Vogg" Kiełtyka | 4:05              |
| 2.                | „The Blasphemous Psalm to the Dummy God Creation” | Rafał "Rasta" Piotrowski | Wacław "Vogg" Kiełtyka | 2:31              |
| 3.                | „Veins”                                           | Rafał "Rasta" Piotrowski | Wacław "Vogg" Kiełtyka | 5:04              |
| 4.                | „Blood Mantra”                                    | Rafał "Rasta" Piotrowski | Wacław "Vogg" Kiełtyka | 5:05              |
| 5.                | „Nest”                                            | Rafał "Rasta" Piotrowski | Wacław "Vogg" Kiełtyka | 6:25              |
| 6.                | „Instinct”                                        | Rafał "Rasta" Piotrowski | Wacław "Vogg" Kiełtyka | 5:49              |
| 7.                | „Blindness”                                       | Rafał "Rasta" Piotrowski | Wacław "Vogg" Kiełtyka | 7:37              |
| 8.                | „Red Sun”                                         | utwór instrumentalny     | Wacław "Vogg" Kiełtyka | 3:01              |
|                   |                                                   |                          |                        | 39:37             |

| Edycja rozszerzona | Edycja rozszerzona                                | Edycja rozszerzona       | Edycja rozszerzona     | Edycja rozszerzona |
| Nr                 | Tytuł utworu                                      | Słowa                    | Muzyka                 | Długość            |
| ------------------ | ------------------------------------------------- | ------------------------ | ---------------------- | ------------------ |
| 1.                 | „Exiled in Flesh”                                 | Rafał "Rasta" Piotrowski | Wacław "Vogg" Kiełtyka | 4:05               |
| 2.                 | „The Blasphemous Psalm to the Dummy God Creation” | Rafał "Rasta" Piotrowski | Wacław "Vogg" Kiełtyka | 2:31               |
| 3.                 | „Veins”                                           | Rafał "Rasta" Piotrowski | Wacław "Vogg" Kiełtyka | 5:04               |
| 4.                 | „Blood Mantra”                                    | Rafał "Rasta" Piotrowski | Wacław "Vogg" Kiełtyka | 5:05               |
| 5.                 | „Nest”                                            | Rafał "Rasta" Piotrowski | Wacław "Vogg" Kiełtyka | 6:25               |
| 6.                 | „Instinct”                                        | Rafał "Rasta" Piotrowski | Wacław "Vogg" Kiełtyka | 5:49               |
| 7.                 | „Blindness”                                       | Rafał "Rasta" Piotrowski | Wacław "Vogg" Kiełtyka | 7:37               |
| 8.                 | „Red Sun”                                         | utwór instrumentalny     | Wacław "Vogg" Kiełtyka | 3:01               |
| 9.                 | „Moth Defect”                                     | Rafał "Rasta" Piotrowski | Wacław "Vogg" Kiełtyka | 6:21               |
|                    |                                                   |                          |                        | 45:58              |

| DVD | DVD               | DVD     |
| Nr  | Tytuł utworu      | Długość |
| --- | ----------------- | ------- |
| 1.  | „Diary 2010-2014” | 27:07   |

## Twórcy
Opracowano na podstawie materiału źródłowego.
| Zespół Decapitated w składzie - Rafał "Rasta" Piotrowski – wokal prowadzący - Wacław "Vogg" Kiełtyka – gitara, akordeon, gitara basowa, produkcja - Paweł Pasek – gitara basowa[A] - Michał Łysejko – perkusja Notatki - A^ Wymieniony na płycie, nie brał udziału w nagraniach. |  | Produkcja - Wojciech i Sławomir Wiesławscy – inżynieria, miksowanie, mastering, produkcja - Łukasz Jaszak – okładka, oprawa graficzna |